# Гутеи
не бива да се бъркат или смесват с ендонима на амореите – сутии
Гу̀теи (гу̀тии, ку̀тии) са древни обитатели на планините Загрос в Западен Иран. Според открита шумерска плоча, те са „народ, който не търпи чужда власт“.
През XXIII век пр.н.е. племената на гутеите нахълтват в Месопотамия и опустошават страната и установяват своята власт над северните равнини в района на Ума. С времето те продължават пряко или косвено (посредством данъци) да грабят градовете-държави на Междуречието, докато не били изгонени от III династия Ур.

## История
В началото на XXII век пр.н.е. тези племена водили ожесточени войни с царете на Акад, завършили с разгрома на Акадската държава и завладяването от гутеите на по-голямата част от Междуречието.
Царската власт при гутеите не била наследствена като при шумерите или акадците и тя често преминавала от един вожд към друг.
Около 2230 г. пр.н.е. върховният вожд на гутеите Еридупизир, разбил акадския цар Нарам-Суен, завладял град Сипар и приел царска титла. Но през следващите години акадците с успех отблъсквали набезите на планинците. Двама наследника на Еридупизир понесли сериозни поражения от акадците, а следващия цар Сарлагаб даже попаднал в плен при акадския цар Шаркалишари. След смъртта на Шаркалишари гутеите отново започнали да надделяват в битките и скоро завладели почти цялото Междуречие. Владичеството на гутеите над региона продължило около 70 години като за това време се сменили 20 царе.
Около 2109 г. пр.н.е. последният цар на гутеите, Тириган (източниците съобщават че управлявал само 40 дена), претърпява съкрушително поражение от царя на Урук Утухенгал. Войската на гутеите се разбягала, а самият Тириган попаднал в плен и бил екзекутиран. Господството на гутеите в Междуречието приключило.

## Език
Част от изследователите предполагат, че езикът на гутеите се отнася към кавказките езици, други ги свързват с индоевропейските (родствени на тохарските езици).

## Династия на гутеите
Царската династия на гутеите, управлявала през XXII век пр.н.е.
- Еридупизир (Енридавазир) – ок. 2230—2202 пр.н.е.
- Имта – 2202—2197 пр.н.е. – управлявал 3 или 5 години.
- Инкешуш (Ингешуш I) – 2197—2191 пр.н.е. – управлявал 6 години.
- Сарлагаб – 2191—2185 пр.н.е. – управлявал 6 години.
- Шулме – 2185—2179 пр.н.е. – управлявал 6 години.
- Елулу-Меш (Елулумеш) – 2179—2173 пр.н.е. – управлявал 6 години.
- Инимабагеш – 2173—2168 пр.н.е. – управлявал 5 години.
- Игешауш (Игнешуш II) – 2168—2162 пр.н.е. – управлявал 6 години.
- Ярлагаб – 2162—2147 пр.н.е. – управлявал 15 години.
- Ибате – 2147—2144 пр.н.е. – управлявал 3 години.
- Ярлангаб (Ярлаган I) – 2144—2141 пр.н.е. – управлявал 3 години.
- Курум – 2141—2140 пр.н.е. – управлявал 1 години.
- Хабилкин – 2140—2137 пр.н.е. – управлявал 3 години.
- Лаерабум (Лахараб) – 2137—2135 пр.н.е. – управлявал 2 години.
- Ирарум – 2135—2133 пр.н.е. – управлявал 2 години.
- Ибранум – 2133—2132 пр.н.е. – управлявал 1 години.
- Хаблум – 2132—2130 пр.н.е. – управлявал 2 години.
- Пузур-син (Пузур-Суен) – 2130—2123 пр.н.е. – управлявал 7 години.
- Ярлаганда (Ярлаган II) – 2123—2116 пр.н.е. – управлявал 7 години.
- Сиум – 2116—2109 пр.н.е. – управлявал 7 години.
- Тириган – 2109 пр.н.е. – управлявал 40 дни.